# 장즈중

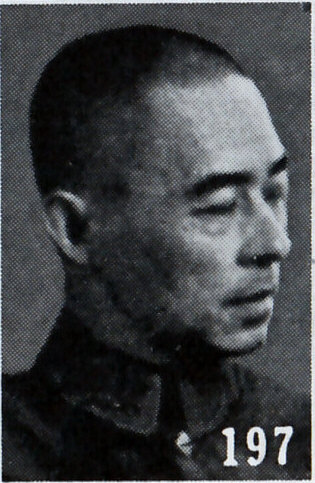

장즈중(張治中, 1890년 10월 27일~1969년 4월 6일)은 중국의 군인이자 정치인이다. 중화민국 국민혁명군 소속이었다가 나중에 중화인민공화국 중국공산당 정치인이 되었다.
차오후시에서 태어나 바오딩 육군군관학교를 졸업했다.
원래 장제스의 측근이자 지지자였던 장즈중은 중국 국민당의 좌익에 속했고 일본에 대항하는 공산주의자들과의 협업 등의 정책들을 지지했다.